# Tesko
Tesko byla továrna vyrábějící dřevěné lepené konstrukce.

## Organizační členění
Tesko byl závod 07 podniku Armabeton, národní podnik. Byl specializovaným tesařským závodem s celostátní působností a největším výrobcem dřevěných lepených konstrukcí v Československu.  Jako jediný podnik měl kontinuální linku odpovídající průmyslovému charakteru výroby.

## Předmět podnikání
- výroba dílců lepených dřevěných konstrukcí, konstrukčních dílců dřevostaveb, dílců obvodových a střešních plášťů
- výroba a montáže dřevostaveb
- montáž objektů z dřevěných konstrukčních prvků
- výroba a montáž dřevěných konstrukcí speciálního určení, dřevěných mostů a tesařských konstrukcí

## Tesko barák
Pro provizorní objekty montované z lehkých panelů na bázi dřeva se vžil název Tesko-barák.

## Historie
Národní podnik Tesko sídlil v Praze-Žižkov.
Dne 1. listopadu 1990 byl zapsán do Obchodního rejstříku TESKO Praha, státní podnik na základě rozhodnutí  č. 451/1990 ministra výstavby a stavebnictví České republiky ze dne 30. října 1990.
Dne 11. května 1999 byl TESKO Praha, státní podnik vymazán z Obchodního rejstříku na základě rozhodnutí Ministerstva průmyslu ČR č. 201/1991 ze dne 28. března 1991, které zrušilo dnem 31. března.1993 státní podnik bez likvidace a jeho majetek vložilo ke stejnému dni do akciové společnosti ARMABETON.